# Massif d'Oiz
Pour les articles homonymes, voir Oiz.
Le massif d'Oiz se situe dans la province de la Biscaye, dans les Montagnes basques.
Son sommet principal est Oiz (1 026 m) dont le massif prend le nom.

## Sommets
- Oiz, 1 026 m 43° 13′ 39″ nord, 2° 35′ 29″ ouest
- Iturzurigana, 862 m 43° 12′ 38″ nord, 2° 34′ 25″ ouest
- Zengotitagana, 818 m 43° 12′ 42″ nord, 2° 33′ 47″ ouest
- Astoagagana, 801 m 43° 14′ 16″ nord, 2° 36′ 55″ ouest
- Jandolamendi, 698 m 43° 12′ 57″ nord, 2° 37′ 15″ ouest
- Askako mendia, 681 m 43° 12′ 54″ nord, 2° 36′ 41″ ouest
- Gariñoa, 646 m 43° 14′ 30″ nord, 2° 34′ 39″ ouest
- Torrenkantera, 640 m 43° 14′ 15″ nord, 2° 37′ 55″ ouest
- Pokopandegiburu, 639 m 43° 14′ 17″ nord, 2° 38′ 25″ ouest
- Astarloko Atxa, 634 m 43° 14′ 03″ nord, 2° 34′ 04″ ouest
- Parboko Atxa, 609 m 43° 14′ 22″ nord, 2° 35′ 04″ ouest
- Sarrimendi, 604 m 43° 11′ 52″ nord, 2° 35′ 19″ ouest
- Goroño, 598 m 43° 14′ 13″ nord, 2° 39′ 01″ ouest
- Ametzorbe, 596 m 43° 13′ 07″ nord, 2° 37′ 41″ ouest
- Añao, 571 m 43° 12′ 32″ nord, 2° 37′ 38″ ouest
- Maskakorta, 571 m 43° 14′ 39″ nord, 2° 36′ 47″ ouest
- Arakaldo, 566 m 43° 12′ 26″ nord, 2° 38′ 06″ ouest
- Donesolo, 555 m 43° 14′ 52″ nord, 2° 37′ 10″ ouest
- Okizko Atxa, 552 m 43° 14′ 30″ nord, 2° 35′ 49″ ouest
- Gorriaga, 546 m 43° 13′ 47″ nord, 2° 33′ 19″ ouest
- Gaztelu, 532 m 43° 11′ 42″ nord, 2° 34′ 36″ ouest
- Osmagain, 532 m 43° 11′ 31″ nord, 2° 33′ 50″ ouest
- Gallanda, 524 m 43° 12′ 08″ nord, 2° 38′ 26″ ouest
- Aretxua, 489 m 43° 11′ 08″ nord, 2° 32′ 57″ ouest
- Mendigane, 465 m 43° 13′ 28″ nord, 2° 32′ 43″ ouest
- Erroiatx, 460 m 43° 13′ 28″ nord, 2° 38′ 29″ ouest
- Ganbiribil, 459 m 43° 15′ 31″ nord, 2° 36′ 50″ ouest
- Maiorako atxa, 442 m 43° 13′ 31″ nord, 2° 39′ 12″ ouest
- Mendigan, 436 m 43° 15′ 05″ nord, 2° 38′ 29″ ouest
- Urremendi, 424 m 43° 13′ 04″ nord, 2° 40′ 43″ ouest
- Zuberri, 416 m 43° 12′ 46″ nord, 2° 32′ 27″ ouest
- Axmokil, 410 m 43° 12′ 50″ nord, 2° 38′ 37″ ouest
- Ollargan, 368 m 43° 15′ 54″ nord, 2° 38′ 29″ ouest
- Sakona, 368 m 43° 11′ 00″ nord, 2° 31′ 25″ ouest
- Santikurutz, 337 m 43° 11′ 11″ nord, 2° 35′ 17″ ouest
- Azkorra, 335 m 43° 11′ 39″ nord, 2° 39′ 10″ ouest
- Ganzabal, 331 m 43° 12′ 56″ nord, 2° 41′ 44″ ouest
- Komentuko Atxa, 271 m 43° 10′ 42″ nord, 2° 34′ 20″ ouest
- Askari, 256 m 43° 15′ 25″ nord, 2° 41′ 08″ ouest
- Pertxamendi, 248 m 43° 18′ 27″ nord, 2° 39′ 05″ ouest
- Arrindamendi, 235 m 43° 13′ 08″ nord, 2° 42′ 56″ ouest
- Zelaietagana, 221 m 43° 16′ 04″ nord, 2° 39′ 58″ ouest
- Burgogana, 186 m 43° 18′ 59″ nord, 2° 39′ 34″ ouest
- Eperlanda, 179 m 43° 16′ 48″ nord, 2° 40′ 41″ ouest